# Engaeus urostrictus
Engaeus urostrictus là một loài tôm hùm đất trong họ Parastacidae. Chúng thường được tìm thấy ở dãy núi Dandenong phía đông Melbourne, Úc.